# Sympleustes cornigerus
Sympleustes cornigerus är en kräftdjursart som beskrevs av Robert Alan Shoemaker 1964. Sympleustes cornigerus ingår i släktet Sympleustes och familjen Pleustidae. Inga underarter finns listade i Catalogue of Life.